# HD 44234
HD 44234，又名BD+17 1214，SAO 95572、HR 2277，是一颗恒星，视星等为6.35，位于銀經193.76，銀緯1.63，其B1900.0坐标为赤經6h 15m 35.7s，赤緯+17° 1.63′ 35″。